# Pickup (guitar)
 For alternative betydninger, se Pickup. (Se også artikler, som begynder med Pickup)
En pick-up er en enhed på en elektrisk guitar der opfanger vibrationerne fra strengene, efter de er anslået. Der findes flere typer pick-ups:
- Single coil
- Humbucker
- m.fl.

Og desuden skelnes der også mellem aktive pick-ups og passive pick-ups.
Blandt guitarister er der næsten endeløs diskussion om hvilken type pick-up der er bedst – single-coil eller humbucker. Selv om en humbucker formindsker støjniveauet, fjerner den også nogle af de meget høje frekvenser, hvilket gør at mange foretrækker lyden af single-coil pick-upper. Nok den største grund til at folk bruger enten den ene eller den anden er den institution der nærmest eksisterer rundt om hver type – Gibson og diverse heavy metal-guitar byggere bruger eksklusivt humbuckere, hvorimod Fender er mest kendte for deres brug af single-coils og den karakteristiske lyd de har.